# 七寶教寺

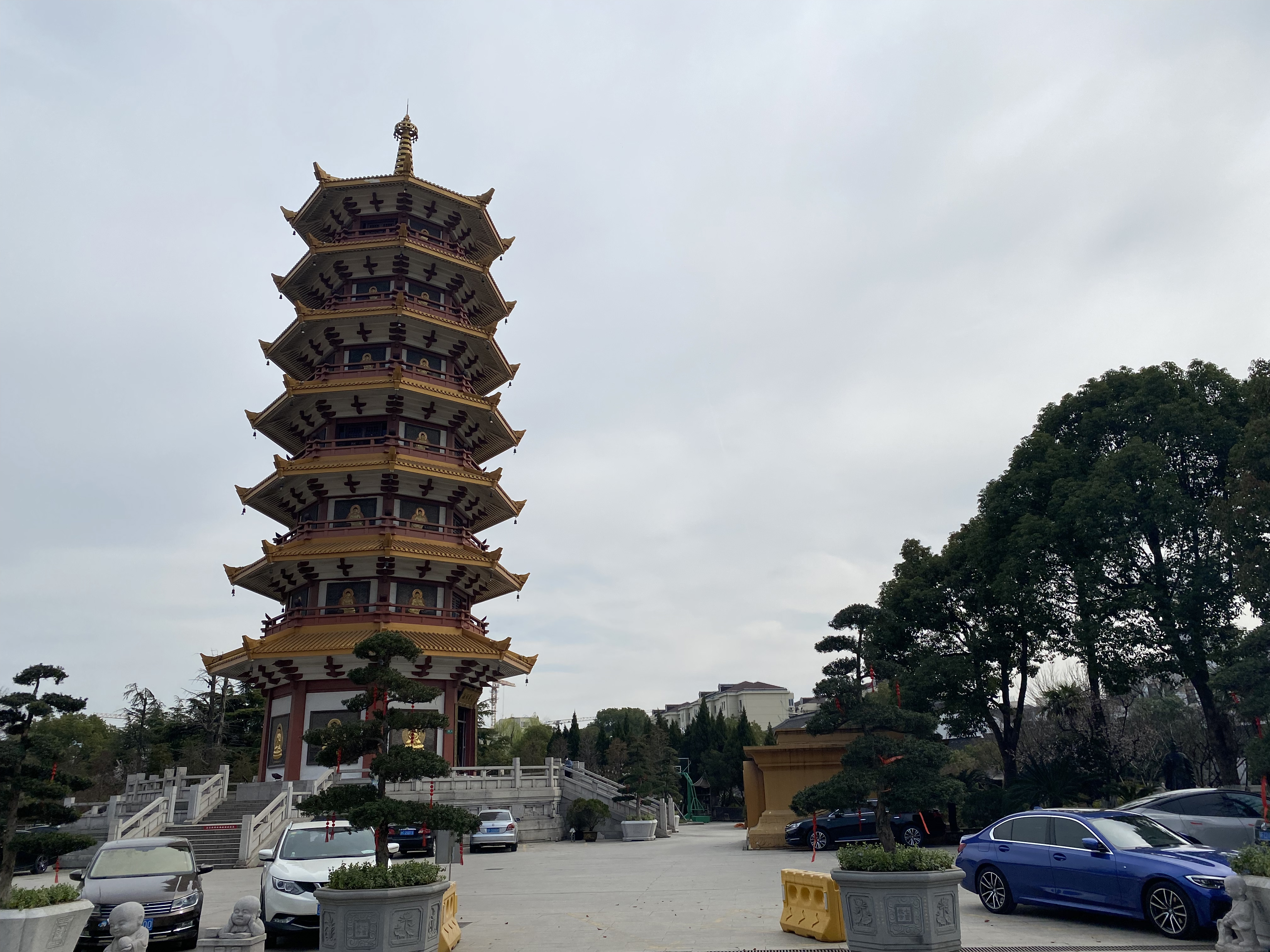
七宝教寺万佛塔

七宝教寺是位于中華人民共和國上海市闵行区七宝镇的一座佛寺，寺院面积7700平方米，七寶教寺由南向北，分別為山门、钟鼓楼、天王殿、大雄寶殿、讲经堂、法堂、藏经楼、僧寮、客房等。此外寺廟內還有七层宝塔和10米经幢，以及七寶（飞来佛、金字莲花经、金鸡、玉筷、玉斧、氽来钟、神树）。七寶教寺东西两側有东园和西园。东园內種植牡丹、花卉。西园內種植乔木。

## 歷史
五代十國後晉天福年間，陸家人在松江陸寶山修建供奉陸機和陸雲的建築，起名為陆宝院。吴越王钱镠一次來到陆宝院，誤將陸寶院錯聽成六寶院，並將手寫的《金字莲花经》賞賜給王妃，說「此亦一寶也！」。於是陆宝院更名為七寶院。後來陸寶山的山泥被用來製作陶器，山丘也逐步被剷平，陆宝院經過數次搬遷，最終於宋朝初年在七寶鎮落腳。大中祥符元年（1008年）宋真宗賞賜七寶寺“七宝教寺”匾額，七寶教寺也成為一座佛寺。1862年，太平軍與清軍和洋槍隊在七寶交戰，七寶教寺因而被毀。2000年七寶教寺重建，2002年建成，2003年1月23日舉行開光大典。
。

## 外部連結
- 官方网站